# André Schnetzler
André Schnetzler, né le 4 mai 1855 à Vevey et mort le 19 juin 1911 à Salvan, est un avocat, un juge et une personnalité politique suisse, syndic de Lausanne entre 1907 et 1910.

## Biographie
Originaire de Schaffhouse, il est le fils de Jean-Balthasar Schnetzler, qui enseigne les sciences naturelles et la géographie à Vevey, et de Fany-Gemina Berdez. Il a deux frères : Édouard, né en 1852, et Charles, né en 1867. En 1869, Jean-Balthasar Schnetzler est nommé professeur de botanique à l'Académie de Lausanne.

### Études et carrière juridique
Après avoir suivi ses écoles primaire et secondaire à Vevey, André Schnetzler continue ses études à Lausanne. Après avoir commencé des études de droit, pendant lesquelles il sera membre de la société d'étudiants de Zofingue, il complète ses études juridiques à l'université de Leipzig et à l'Faculté de droit de Paris. Il obtient sa licence le 12 novembre 1878. Inscrit au barreau dès 1881, il travaille dans l'étude de son oncle Louis Berdez. Il devient juge d'instruction cantonal ad interim en 1890, poste qu'il garde jusqu'en 1904. Il épouse en 1883 Julia Vincent, présidente de l'Union des femmes de Lausanne. Il est nommé privat-docent de la faculté de droit de Lausanne en 1893. Il donne également des cours d'instruction civique au gymnase de jeunes filles et de droit commercial aux Écoles industrielles et commerciales cantonales,.

### Carrière politique
Membre du parti libéral, il est conseiller communal entre 1890 et 1901 ; il est à l'origine en 1893 d'une enquête sur les conditions de logement de la ville, inspirée par les théories hygiénistes. Son rapport, publié en 1896, est à l'origine des mesures prises par la ville et par le canton en matière de polices de constructions. Schnetzler est le président de la commission désignée par l'assemblée des délégués de l'Union des villes suisses pour l'étude de la question du logement. Il est rapporteur sur la question lors de congrès internationaux qui se tiennent en 1897 à Bruxelles, en 1905 à Liège et en 1906 à Milan. Il est également élu député au Grand Conseil vaudois le 15 mars 1896 ; il y siégera jusqu'à sa mort,.
Il est à nouveau conseiller communal, chargé de la direction des écoles, entre le 1er juillet 1904 et 1911 ; il s'intéresse aux enfants défavorisés, retardés ou délinquants. Il institue la fête des écoles enfantines qui se déroule pour la première fois en 1905 à Montbenon. Il est élu syndic de Lausanne le 16 juillet 1907, mais garde la direction des écoles. Comme syndic, il signe en 1910 l'acte passé entre la ville et Vincent Perdonnet pour le rachat de la campagne de Mon-Repos, qui accueillera dès 1927 le nouveau Tribunal fédéral et conclut les transactions conduites avec les Chemins de fer fédéraux (CFF) pour la construction de la nouvelle gare centrale. Il crée de plus en 1909 l'Union des communes vaudoises et préside en sa qualité de syndic l'Association du Vieux-Lausanne entre 1907 et 1910.
Sa santé le pousse à démissionner le la syndicature le 31 décembre 1910, puis de la direction des écoles en juin 1911.
Lors d'une excursion dans les environs des Marécottes, au-dessus de Salvan, il fait une chute mortelle dans les gorges du Trient.

## Hommage
Lausanne possède une avenue André-Schnetzler (entre l'avenue Louis-Ruchonnet et l'avenue de Savoie), sur décision municipale de 1928.